# Barna porhanyósgomba
A barna porhanyósgomba (Psathyrella piluliformis) a porhanyósgombafélék családjába tartozó, Európában és Észak-Amerikában honos, csoportosan növő, ehető gombafaj.

## Megjelenése
A barna porhanyósgomba kalapjának átmérője 2–8 cm, fiatalon félgömb alakú, később domború lesz, végül ellaposodik. Szélén kezdetben gyenge fátyolmaradványok lehetnek, amelyek hamar eltűnnek. Színe nedvesen sötétbarna, szárazon mézbarna, barnás; a szélén gyakran sötétebb sáv található. Húsa vékony, törékeny, fehéres színű. Szaga kakaóra vagy földre emlékeztet, íze nem jellegzetes.
Sűrűn álló lemezei szélesen a tönkre nőnek. Színük kezdetben halványbarna, majd csokoládébarnák lesznek; az élük világosabb. Spórapora sötétbarna, majdnem fekete. Spórái oválisak, némileg szabálytalanok, felületük sima, méretük 4,5-6,5 x 3-4μm.
Tönkje 4–10 cm magas és 0,3–1 cm vastag. Alakja hengeres, a sűrű csoportosulás miatt gyakran elgörbül, belül üreges. Színe fehéres, felülete selymesen fénylő.

### Hasonló fajok
A szintén ehető fehér porhanyósgombával vagy a fehér lemezes csoportos álpereszkékkel (Lyophyllum fajok)  lehet összetéveszteni. 

## Elterjedése és termőhelye
Európában és Észak-Amerikában honos. Magyarországon gyakori. Lomberdőben él, ahol korhadó faanyagon vagy annak közelében, a talajon nő nagy csoportokban. Áprilistól decemberig terem.
Fiatalon ehető, bár vékony, törékeny húsa miatt gasztronómiai szempontból nem jelentős.   

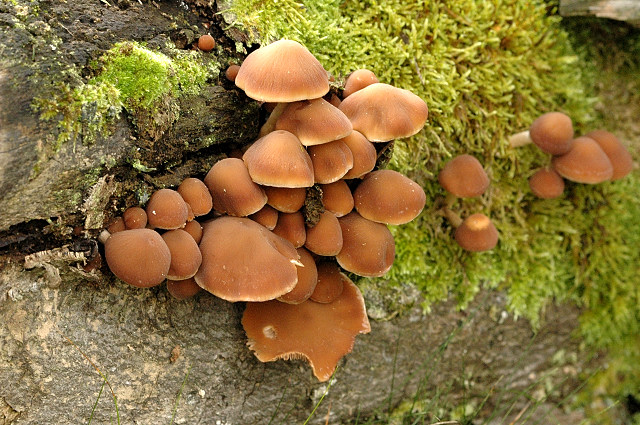
Barna porhanyósgomba
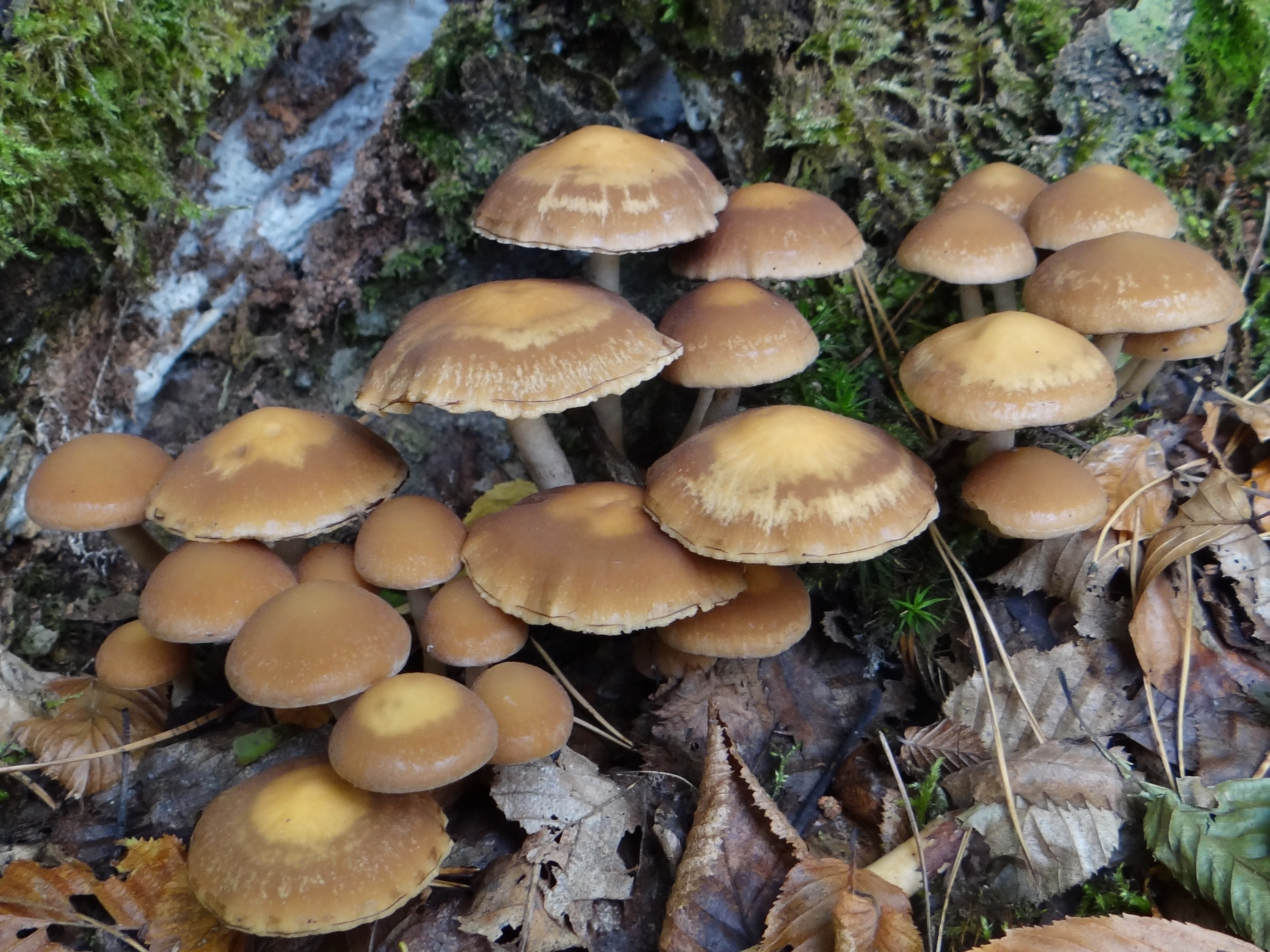
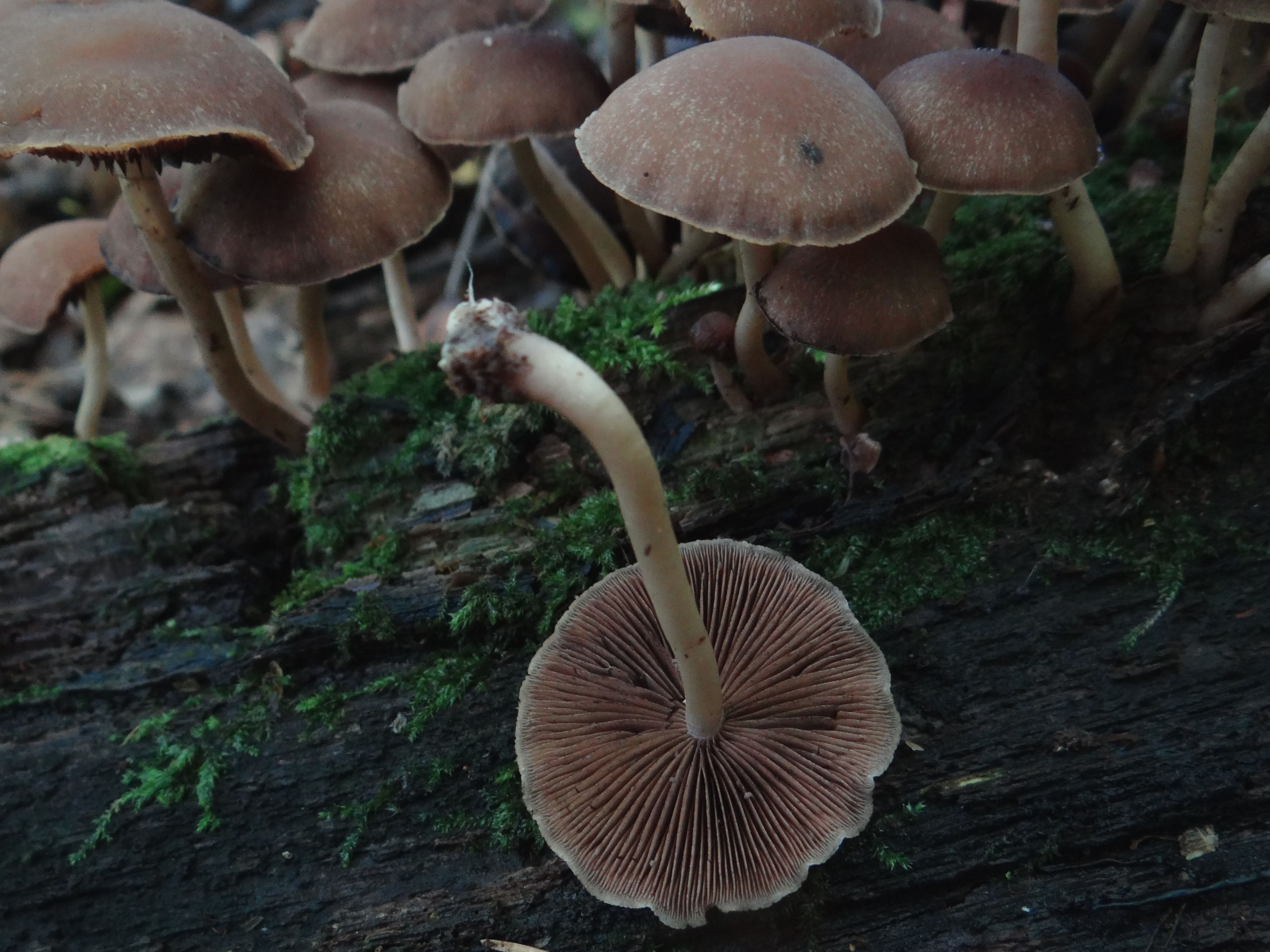
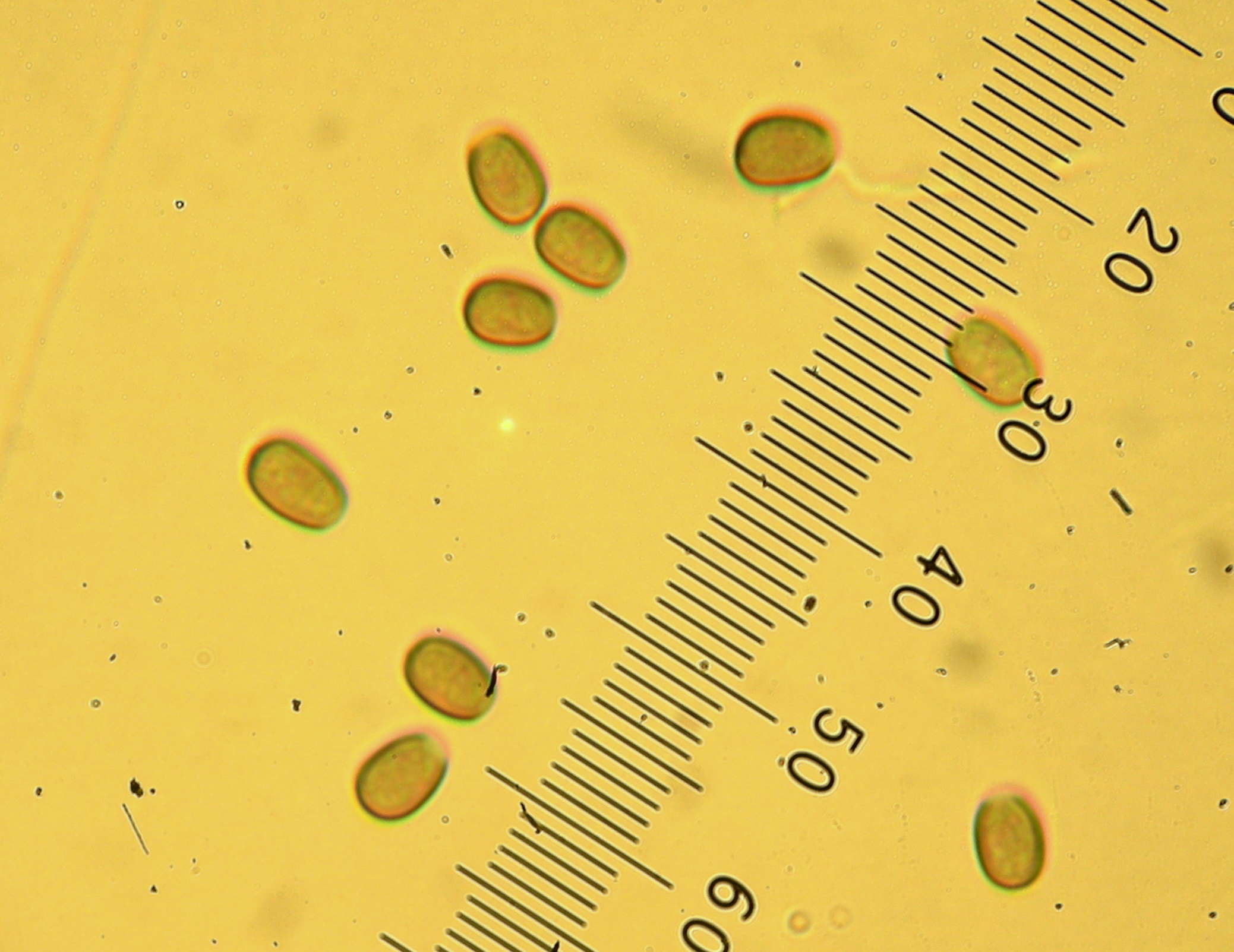
Spórái